# Хашаат
Хашаат (монг. Хашаат) – сомон Архангайського аймаку Монголії. Територія 2,6 тис. км², населення 4,5 тис. чол.. Центр селище Баян. Знаходиться на відстані 175 км від Цецерлегу, 315 км від Улан-Батору. Школа, лікарня, сфера обслуговування, майстерні

## Рельєф

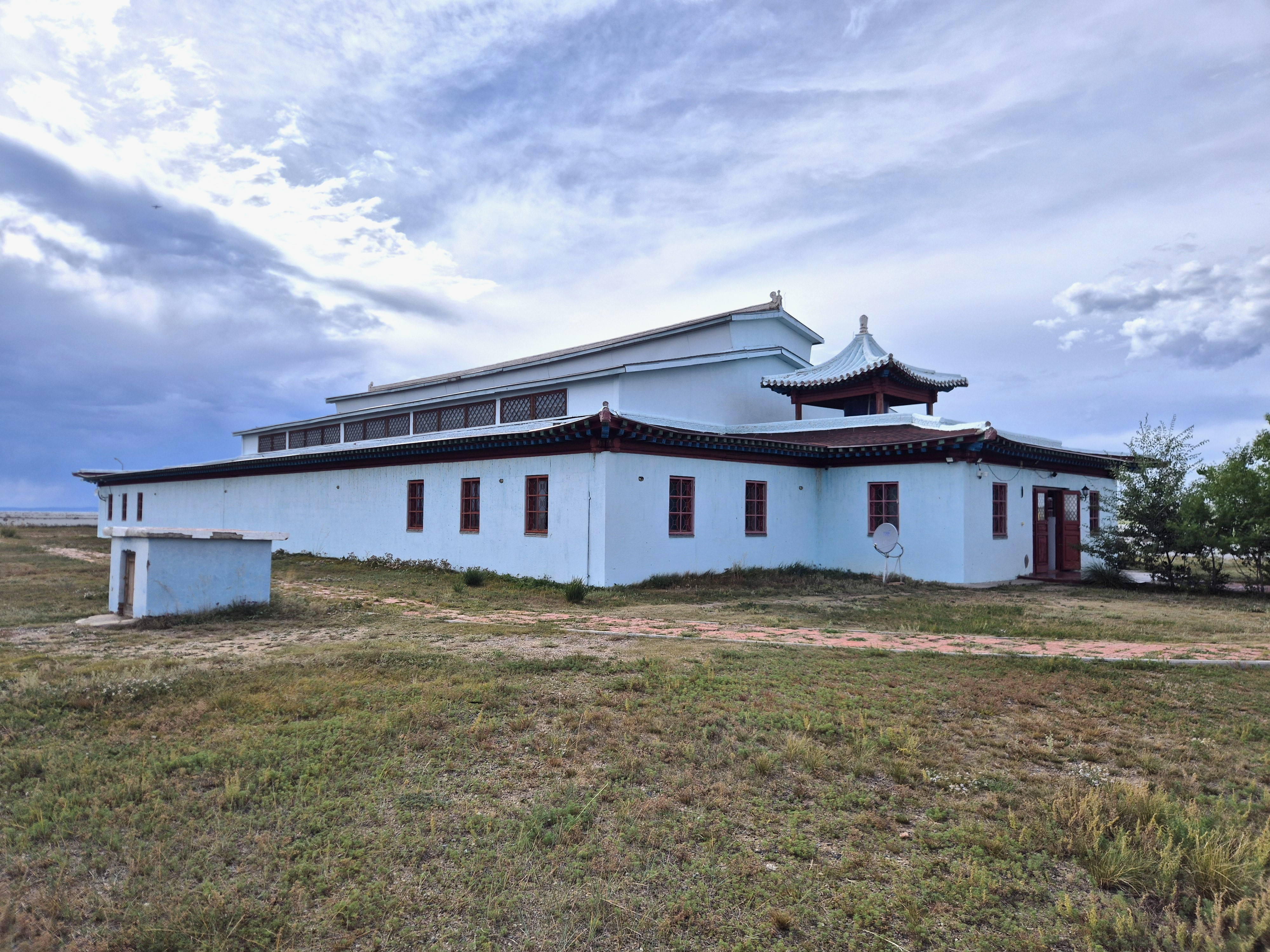
Музей небесних тюрків в Хашааті

Степова місцевість, ріки Хугшин, Орхон

## Клімат
Різкоконтинентальний клімат, середня температура січня -20 градусів, липня + 18-20 градусів, протягом року в середньому випадає 250—300 мм опадів.

## Корисні копалини
Залізна руда, хімічна та будівельна сировина

## Тваринний світ
Водяться лисиці, вовки, корсаки, манули, зайці.

## Межі сомону
Сомон межує з такими сомонами аймаку Архангай: Угийнуур, Хотонт, на півночі межує з аймаком Булган, на півдні з аймаком Уверхангай.